# 李歆
李歆（？—420年），字士業，小字桐椎，陇西狄道（今甘肃临洮县）人，十六國西涼公，為世子。其第三子李重耳是李唐王朝皇室的直系祖先。
西涼建初十三年（417年），李暠過世，李歆被部下擁護為大都督、大將軍、涼公、涼州牧，改元嘉興。李歆在位時，繼承其父稱臣於東晉的政策，因此東晉封其為酒泉公。
李歆用刑頗嚴，又喜歡建築宮殿，臣屬多有勸諫，然而李歆並不能接納。嘉興四年（420年），北涼佯攻西秦以誘西涼，李歆因此出兵攻擊，戰敗被殺。

## 家族

### 子
- 李勖
- 李绍
- 李重耳，唐朝皇室為其後裔
- 李弘之
- 李嵩明
- 李崇产
- 李崇庸
- 李崇佑

## 延伸阅读
[在维基数据编辑]
 《晉書·卷087》，出自房玄齡《晉書》